# جيمس مور (لاعب كرة قاعدة)
جيمس مور (بالإنجليزية: James Moore)‏ هو لاعب كرة قاعدة أمريكي، ولد في 18 نوفمبر 1916 في أتلانتا في الولايات المتحدة، وتوفي في 6 فبراير 2016.